# Edgar (football, 1977)
Pour les articles homonymes, voir Edgar et Pacheco.
Edgar Pacheco ou Edgar, de son nom complet Edgar Patrício de Carvalho Pacheco, est un footballeur portugais né le 7 août 1977 à Luanda. Il évoluait au poste d'attaquant.

## Biographie

### En club
Formé au Benfica Lisbonne, il commence sa carrière en 1995 au sein du club lisboète. 
Il est transféré en 1998 au Real Madrid, club avec lequel il ne joue aucun match.
Il évolue ensuite au Málaga CF pendant près de huit saisons. Il est prêté en 2003 au Getafe CF. Avec le club de Malaga, il dispute plus de 200 matchs en championnat.
Il quitte l'Espagne en 2007 pour rejoindre le Boavista FC, club relégué administrativement à la fin de la saison 2007-2008.
Il finit sa carrière avec une dernière saison à l'Alkí Larnaca,,.

### En équipe nationale
International portugais, il reçoit une unique sélection en équipe du Portugal le 19 août 1998, dans le cadre d'un match amical contre le Mozambique (victoire 2-1 à Ponta Delgada).

## Palmarès
| Benfica - Coupe du Portugal (1) : - Vainqueur : 1995-96. |  | Málaga CF - Championnat d'Espagne D2 (1) : - Champion : 1998-99. - Coupe Intertoto (1) : - Vainqueur : 2002. |